# 식도정맥류
식도정맥류(食道靜脈瘤, 영어: esophageal varices, esophageal varix)는 식도 아래쪽 1/3의 점막밑 정맥이 크게 늘어난 상태를 말한다. 문맥고혈압이 원인인 경우가 가장 흔한데, 문맥고혈압은 간경화증에 의해 흔히 발생한다. 식도정맥류 환자에서는 심각한 출혈이 발생하기 쉬우며 출혈을 치료하지 않을 시 치명적일 수 있다. 일반적으로 위내시경을 통해 진단한다.

## 같이 보기
- 식도염
- 말로리-바이스 증후군